# La Vall del Bac
La Vall del Bac és una entitat de població pertanyent al municipi de la Vall de Bianya (Garrotxa). Fou un antic municipi que a mitjans del segle xix es va annexar al municipi de Capsec (que més endavant acabaria adoptant l'actual nom de la Vall de Bianya). L'antic terme cobria la vall que duu el seu nom, que queda compresa entre Sant Pau de Segúries i Oix i està dins de la subcomarca de l'Alta Garrotxa.
Té 32 habitants. S'hi troben les següents esglésies romàniques: 
- Sant Andreu de Porreres
- Santa Magdalena del Coll
- Sant Feliu del Bac
- Santa Maria de Llongarriu
- Sant Miquel de la Torre

També, entre d'altres, les següents cases de pagès:
- La Badosa de dalt
- La Badosa de baix
- El Pagès
- El Tomàs, amb el pont del Tomàs o de Llongarriu.
- La Torre
- Casal dels Llongarriu
- La Coromina
- Cal Biel

## Transhumància
El camí ral de la transhumància passa per la vall, lligant, si ho diem d'oest a est, les valls de Núria i del Freser, passant per Pardines, el Coll del Pal, la Fogonella, la collada del Burgarès, travessant el Ter pel gual de Can Beia, El Sitjar, i baixant per l'Apaidor (Apallador) fins a l'extrem oest de la vall per arribar a l'Hostal de la Vall del Bac, a l'est. Allí es podien també tancar les ramades, i els pastors dormir en llit, menjar bé i omplir el sarró. D'allí la ruta segueix pel Mas de l'Oliva, per Can Grill, i passant propers a Castellfollit de la Roca, carretera fins Sant Jaume de Llierca i Argelaguer, passant la nit a l'Hostal d'en Caules. L'Hostal de la Vall del Bac era un dels punts neuràlgics de parada i fonda per a ramats i pastors, i seguia obert com a restaurant fins fa uns anys.